# Josef Listl
Josef Listl (* 20. Juli 1893 in Lohstadt bei Kelheim; † 23. November 1970 in Ingolstadt) war ein deutscher Jurist und Politiker (NSDAP/CSU). Er war Oberbürgermeister Ingolstadts von 1930 bis 1945 und von 1956 bis 1962. Dem Bayerischen Senat gehörte er von 1958 bis 1969 an und war ab 1967 dessen Vizepräsident.

## Leben
Nach der Gymnasialzeit studierte Listl Jura. Im Ersten Weltkrieg geriet er 1915 als Vizefeldwebel des Infanterie-Leib-Regiments in italienische Kriegsgefangenschaft, aus der er 1919 entlassen wurde. Listl wurde 1930 rechtskundiger Bürgermeister in Ingolstadt; ab 1932 wurde die Amtsbezeichnung zu Oberbürgermeister geändert. Er war Mitglied der SA, am 15. Mai 1937 beantragte er die Aufnahme in die NSDAP und wurde rückwirkend zum 1. Mai desselben Jahres aufgenommen (Mitgliedsnummer 4.126.650). Dieses Amt übte er bis 1945 aus. Listl stand während seiner Amtszeit im Konflikt mit dem NSDAP-Kreisleiter Georg Sponsel, beispielsweise hinsichtlich der Reaktion auf die Luftangriffe auf Ingolstadt. Er wurde am 1. Mai 1945 für 13 Monate interniert. Die Spruchkammer rehabilitierte Listl, auch aufgrund von Aussagen von Josef Strobl.
Von 1948 bis 1952 war Listl zunächst Mitglied im neugebildeten Stadtrat (Unabhängige Wählerschaft). 1956 wurde er als Kandidat der CSU und als Nachfolger Strobls erneut Ingolstädter Oberbürgermeister und übte dieses Amt bis 1962 aus. Dem Bayerischen Senat gehörte er von 1958 bis 1969 an und wurde 1967 zu dessen Vizepräsidenten gewählt.
1965 wurde er zum Ehrenbürger Ingolstadts ernannt. Aufgrund seiner Amtszeit während des NS-Regimes wurde Listl die Ehrenbürgerwürde im Dezember 2022 wieder aberkannt.

## Privates
Josef Listl war verheiratet und hatte zwei Töchter sowie einen Sohn. Er war Mitglied der katholischen Studentenverbindung K.B.St.V. Rhaetia München.